# 加拿大国际广播电台
加拿大国际广播电台（Radio Canada International，RCI，简称加广）是加拿大广播公司（CBC）的一个国际广播服务。如同其他国家一样，这家电台最初也是一家短波电台，现在它也使用卫星传送讯号。其节目可以在互联网上下载或在线收听。
加拿大国际广播电台的节目大部分由其自己制作，非英语法语节目尤其如此（英语法语节目则多采用CBC国内部的制作）。虽然目前加广的预算已被加拿大国会强制缩减，但是这家北美的国际广播电台节目在仍然是几乎完美的保持着中立原则。
加广的主要播音室位于蒙特利尔，主要发射台位于省的萨克维尔，它也和其他的国际广播台租用和交换节目或设备；例如曾经将在加拿大本国的发射台租给中国国际广播电台和NHK廣播，以换取通过中国和日本的发射台轉播自家的节目。

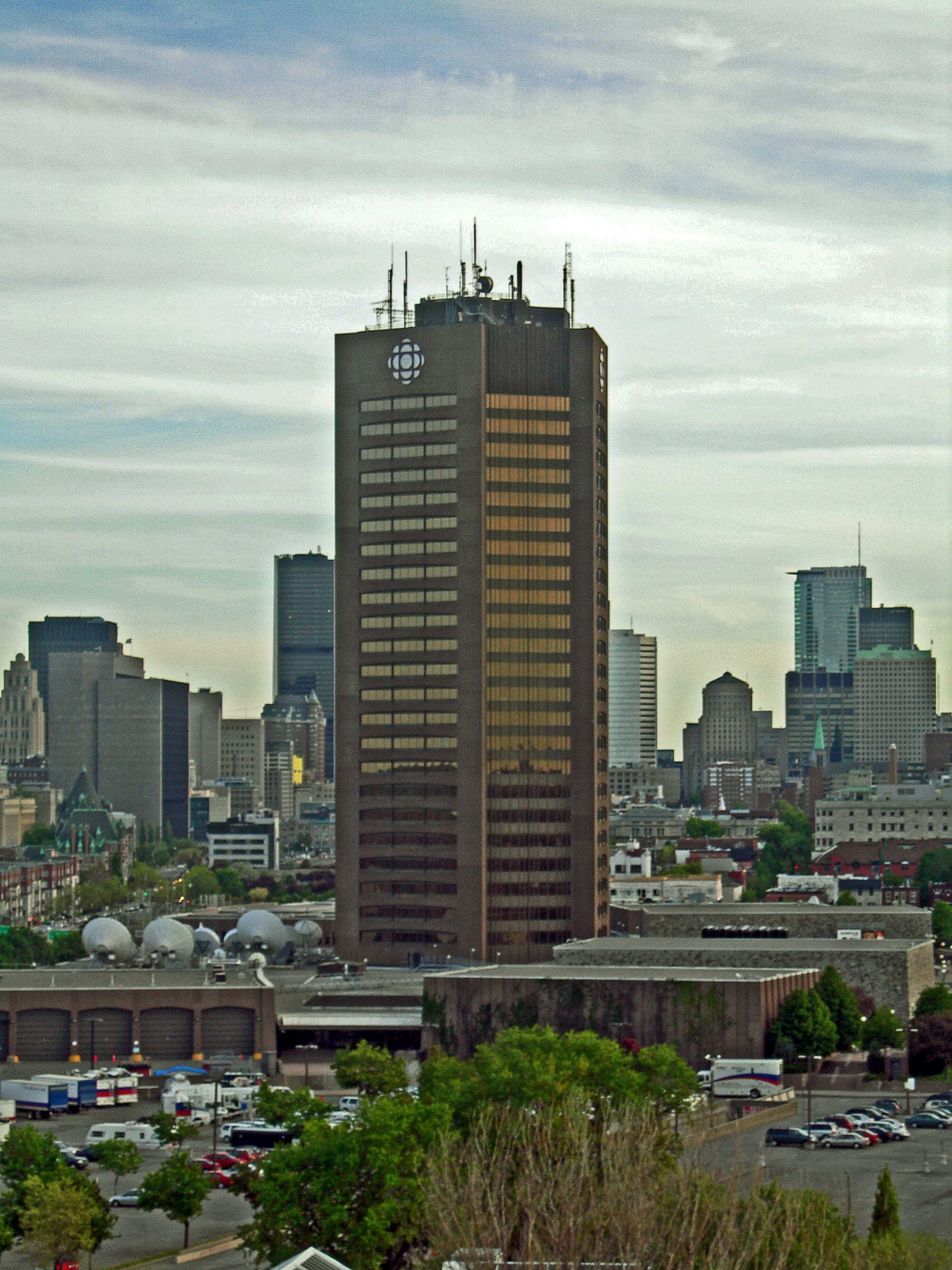
加广蒙特利尔总部

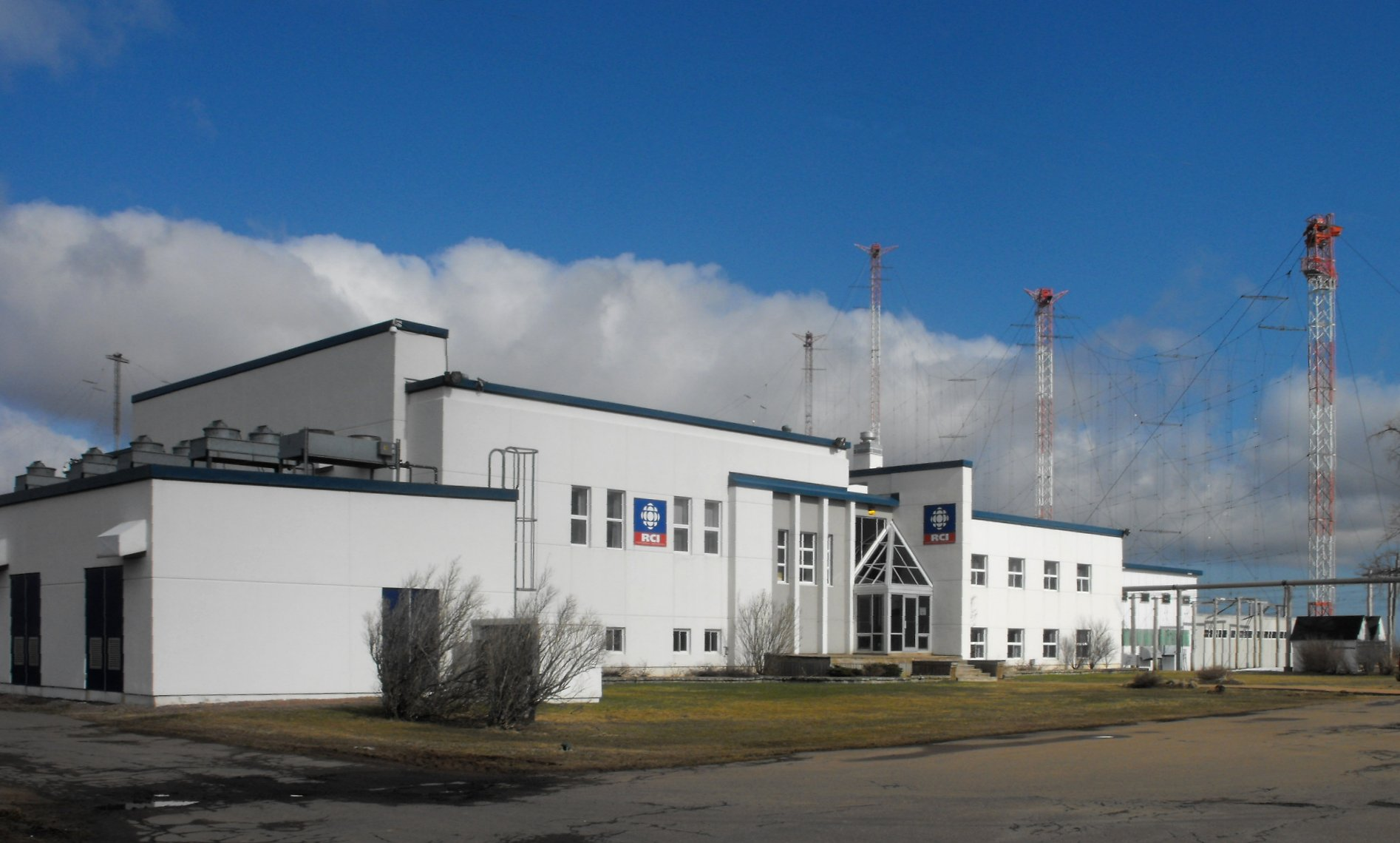
加广新不伦瑞克萨克维尔发射台

加拿大国际广播电台的开播曲是用钢琴四分之一音符演奏的《哦！加拿大》（O Canada），之前的台呼是依次以英语和法语说出的「Radio Canada International」（加拿大国际广播电台）。

## 短波广播停播通知
加拿大国际广播电台的短波广播从2012年6月25日起停止播出。 包括中文在内的五种语言转为网络杂志节目。

## 加广对中国播出的发射台
加广在韩国全罗北道金堤市和日本茨城县古河市东山田字八俣各有一个发射台，单机发射功率有250千瓦和300千瓦。此外，自2010年10月又在菲律宾启用单机发射功率为250千瓦的发射台。因此在中国大部分地区都能清晰的接收到加广中文台的节目。由於加拿大國際廣播電臺短波節目已經停播，以上發射臺已經不在發射加廣節目。